# 亲·爱的味道
《亲·爱的味道》，是一部由爱奇艺、浙江东阳辣骄传媒有限公司出品，陈铭章、吴强执导，陆毅、郭采洁、炎亚纶、艾晓琪领衔主演的2019年中国大陆偶像剧，主要讲述「安家十二味」传人安文宇与性情料理师靳津津携手突破重重困境，最终让中华美食文化走出国门，并在此过程中收获幸福的故事。2017年2月4日在上海开机，并先后辗转上海、苏州、台湾等地拍摄，2017年4月24日在台湾杀青，2019年9月10日在江苏卫视週播剧场首播。

## 播出时间及平台
| 频道                | 所在地          | 播映日期      | 播出时间                                                                      | 备注 |
| ------------------- | --------------- | ------------- | ----------------------------------------------------------------------------- | ---- |
| 江蘇衛視            | 中国大陆        | 2019年9月10日 | 星期二至四 21:55－23:20（兩集连播） （10月16日起改为星期三至四21:55两集连播） |      |
| 騰訊視頻            | 中国大陆        | 2019年9月10日 | VIP星期二22:00搶先看當週 非VIP星期二至四24:00同步衛視轉免                     |      |
| 爱奇艺 愛奇藝台灣站 | 中国大陆 · 臺灣 | 2019年9月10日 | VIP星期二22:00搶先看當週 非VIP星期二至四24:00同步衛視轉免                     |      |

## 剧情梗概
「安家十二味」传人安文宇（陆毅 饰）三年前因父母不肯传授最后一味「石上新生月」的秘诀而赌气离开，父母随后驾车离去。而此时父母的车却起火爆炸，二人随即葬身火海，并留下这一秘诀等待安文宇自行探索。深受打击的安文宇在船上目睹全程，而自己却无能为力。安文宇本想跳海轻生，却在被救后失去味觉，并从此隐退于美食界，不再制作「安家十二味」，也不再参加任何比赛。自幼受到父亲影响，心怀厨师梦想的靳津津（郭采洁 饰）立志学习「安家十二味」，弘扬中华美食文化。二人因此结缘，而安文宇却意外发现与靳津津接吻后可短暂恢复味觉。号称「拆店专家」的美食评论家艾利克斯（赵梓冲 饰）到有味餐厅就餐，处处与安文宇作对，甚至指出「安家十二味」存在抄袭嫌疑。艾利克斯在离店前还向安文宇提出了若要为「安家十二味」正名，则需看安文宇在亚洲盛典厨艺比赛上的表现的要求。通过与靳津津的多次意外接吻后，安文宇确定靳津津便是使自己暂时恢复味觉的刺激源，如需长期恢复味觉则需要与刺激源反复接触。二人随后签订互助契约，安文宇以「安家十二味」的菜谱作为交换条件，要求靳津津与自己同吃同住，直到亚洲盛典结束，以帮助自己恢复味觉。出于「安家十二味」菜谱的诱惑，靳津津在契约书上签字。二人的同居生活正式开始，也在这一过程中逐渐暗生情愫。
林暄（炎亚纶 饰）和蓝芮（艾晓琪 饰）是安文宇青梅竹马的好友。早在靳津津仍在摆摊做大排档期间，林暄便已先于安文宇对靳津津一见钟情。蓝芮在安家出事前曾担任有味餐厅的副厨，并且是与安文宇配合最为默契的搭档。三年前，父亲蓝祁山（闵政 饰）希望送蓝芮出国深造，彼时正值安家出事，蓝芮心中犹豫不决，安文宇最终用狠话将其逼走。如今，蓝芮借由担任亚洲盛典评委这一机会回国，一方面是为了帮助父亲提升蓝氏集团的国际形象，另一方面则是为了寻求机会与安文宇復合。亚洲盛典初赛在即，有味餐厅举行副手选拔赛，靳津津成功赢得助手资格，这让原本担任餐厅副厨的李一哲（贺彬 饰）心有不甘。一直反对靳津津学厨的母亲许大丽（熊晓雯 饰）从电视上得知副手选拔赛的消息后，决心进城将靳津津带回老家。为确保初赛顺利进行，靳津津无奈向林暄求助，但却被李一哲设计陷害。初赛当天，许大丽用撒泼打滚的方式将靳津津带上了回老家的车，靳津津趁母亲睡着时逃脱，并且向母亲表明了自己的立场，但最终还是错过了比赛。而在另一边，独自一人上场比赛的安文宇被艾利克斯使了绊子，在比赛还剩25分钟时不小心将盛有虾仁的盘子摔碎在地上，导致处理好的食材无法继续使用。蓝芮见状决定辞去评委职务下场给安文宇当助手，并帮助安文宇在关键时刻完成了「安家十二味」中的「雪芽唤茶汤」。最终，安文宇以0.03分的微弱优势赢得比赛，但安文宇和靳津津的关系却因为靳津津的迟到而降至冰点。
比赛结束后，蓝芮将安文宇带到自家老房子。二人回忆起童年时光，都感到无比怀念。蓝芮有意復合，却被安文宇婉言拒绝。蓝氏集团的「传奇菜」项目亏损严重，公司必须找到新的替代项目以应对下半年的估值上市。原本反对蓝芮与安文宇交往的蓝祁山在得知「安家十二味」的巨大商业价值后突然转变态度，以便于让蓝氏获得「安家十二味」的经营权，最终实现二者的资源绑定。安文宇在得知李一哲设计陷害靳津津并导致其比赛迟到的事情后，二人关系破裂，李一哲最终从餐厅离职，安文宇和靳津津的感情迅速升温。靳津津与安文宇在后厨接吻的画面被甜品师李菲林（李莎旻子 饰）无意中看到，李菲林随即看出靳津津的心意，并鼓励靳津津勇敢追爱。靳津津向李菲林求助，让李菲林帮自己出主意向安文宇表白。台湾大厨陆一刀（李虹辰 饰）将在上海举办私宴会，蓝芮为安文宇争取到与陆一刀交流的机会。私宴会的时间与靳津津约定向安文宇表白的时间发生冲突，这让安文宇左右为难。考虑到此次私宴可能会见到自己父母的故交，甚至是得到关于「石上新生月」的线索，安文宇最终同意参加此次私宴。私宴正式开始，蓝祁山请出主厨陆一刀，这让安文宇感到十分惊喜。而在另一边，早已做好准备的靳津津满怀期待地等待安文宇的出现，结果等到的却是蓝芮。蓝芮对靳津津发出警告，并让靳津津离开安文宇，但靳津津并未放弃。私宴会上，众人对陆一刀所做出的菜品都感到十分满意，惟有安文宇对陆一刀对于食材的藐视表示失望。陆一刀拍手称赞，并提出要和安文宇比试一场，安文宇表示不感兴趣，陆一刀随后提出交换条件，若安文宇能赢得陆一刀的认可，陆一刀便会将「安家十二味」的秘密告诉安文宇。安文宇不得不同意，并约定第二天进行比试。私宴结束后，林暄和安文宇的对话被艾利克斯听到，安文宇失去味觉的把柄落入艾利克斯之手。
一位年轻女孩（孙语涵 饰）代替陆一刀向有味餐厅下发英雄帖，此次比试的赛题为「天下至鲜」，安文宇和蓝芮很快便想到「刀鱼酿麵」这一菜品。二人在去往蓝氏寻找活刀鱼的途中不小心与艾利克斯相遇，艾利克斯将安文宇失去味觉的秘密告诉蓝芮，还假情假意地提醒蓝芮安文宇是否值得自己的一片真心。安文宇和蓝芮将刀鱼带回餐厅养了起来，只要刀鱼存活超过四天，安文宇便有希望取得胜利。安文宇将照看刀鱼的任务交给靳津津，但靳津津却在第二天与蓝芮发生争执，不小心将配水剂掉入鱼缸，刀鱼意外死亡，蓝芮情急之下将责任全部推卸给靳津津。安文宇和蓝芮再次出发寻找活刀鱼，但由于此时已经过了刀鱼的产卵季节，二人跑遍了各大酒店，最终都一无所获。而靳津津也想为刀鱼的事出一份力，不顾李菲林的阻拦到鱼市上东奔西跑，结果不小心被正在搬运鳊鱼的人碰瓷。林暄及时赶到，并带领靳津津冲出重围。靳津津向林暄坦言自己好像喜欢安文宇，林暄的心中难免感到些许失落。安文宇和蓝芮无意中听说上好的刀鱼会被第一时间送往鸿运酒店后，便第一时间去往鸿运。而与此同时，林暄也将靳津津带到鸿运，当天正值鸿运举行「鲜香汇」，林暄希望靳津津能从中获取些许灵感。安文宇和蓝芮赶到后厨，在得知刀鱼死亡的消息后，安文宇的希望再次破灭。此时，蓝芮也注意到鸿运的主题，便借口让安文宇留下品尝鸿运的菜品，以便于从中寻找灵感。安文宇自知无法品尝，便以去卫生间为借口离开了座位。从卫生间出来的安文宇看到喝醉后的靳津津倒在林暄的怀里，顿时感到内心复杂。趁林暄离开时，安文宇企图拉起靳津津就走，靳津津挣扎着不愿离开，安文宇将靳津津紧紧抱住，并亲吻了靳津津。面对靳津津的询问，安文宇表示自己只是需要味觉，这句话彻底伤害了靳津津，靳津津随后指责安文宇只是将自己当作一个工具。此时，赶来的林暄也将靳津津当天的努力和委屈如数道出，靳津津将林暄拦住，并告诉安文宇二人以后只是单纯的契约关系。三人之间发生的一切被一旁的蓝芮看在眼里，不过蓝芮并没有多说什么，而是转身离开。林暄将靳津津带到超市，靳津津的目光被一旁的关东煮所吸引，于是便有了新的灵感。因此，靳津津决定要做一道融合了所有香料的火锅。正当靳津津在餐厅试验着自己的想法时，餐厅附近意外起火，并导致餐厅突然停电，这让靳津津感到束手无策。靳津津连忙给安文宇打电话求助，但电话却被突然挂断。随后，靳津津被送往医院。
安文宇闻讯赶到，看到一个浑身缠满绷带的人躺在病床上后，终于坦露自己的心声，勇敢向靳津津表白，而靳津津却只是轻微烫伤。安文宇看到安然无恙的靳津津后，二人紧紧相拥，关系趋于明朗。林暄和蓝芮随后赶到，看到这一幕的蓝芮深受打击，并转身离开。蓝芮向林暄询问安文宇为什么要选择与靳津津在一起，林暄表示他们二人有必须要在一起的理由，这番话让蓝芮起了疑心。联想到之前艾利克斯说过安文宇失去味觉以及安文宇这些天以来的种种异常表现，蓝芮几乎相信了艾利克斯的话。第二天，蓝芮出现在有味餐厅，以帮安文宇取资料为借口找出了安文宇与靳津津签订的互助契约。安文宇与陆一刀的比试如期举行，陆一刀被「至鲜锅」的味道折服，并甘愿认输。离开前，陆一刀邀请靳津津跟随自己学习中式料理。出于对「安家十二味」的执念以及与安文宇的关系，靳津津拒绝了陆一刀的邀请。面对过于避讳与自己关系的安文宇，靳津津难免心存芥蒂，并提出到李菲林家借宿一晚，让李菲林帮自己出谋划策。蓝芮开车去到李菲林家楼下，并拿出靳津津与安文宇签订的互助协议约谈靳津津，靳津津不甘示弱。当被问及安文宇是否公开过二人的关系时，靳津津哑口无言。在一旁听到二人对话的李菲林则在回家后打趣地说如果自己是安文宇也会放弃品味倒追靳津津，这让靳津津心中的不安感愈发强烈。蓝芮邀请林暄、安文宇和靳津津週末去欢乐谷游玩，还特意给靳津津发消息，让靳津津务必参加。靳津津想起安文宇在医院时的表白，以及蓝芮和李菲林对自己说过的话，心中也对自己和安文宇的感情产生了一丝怀疑。

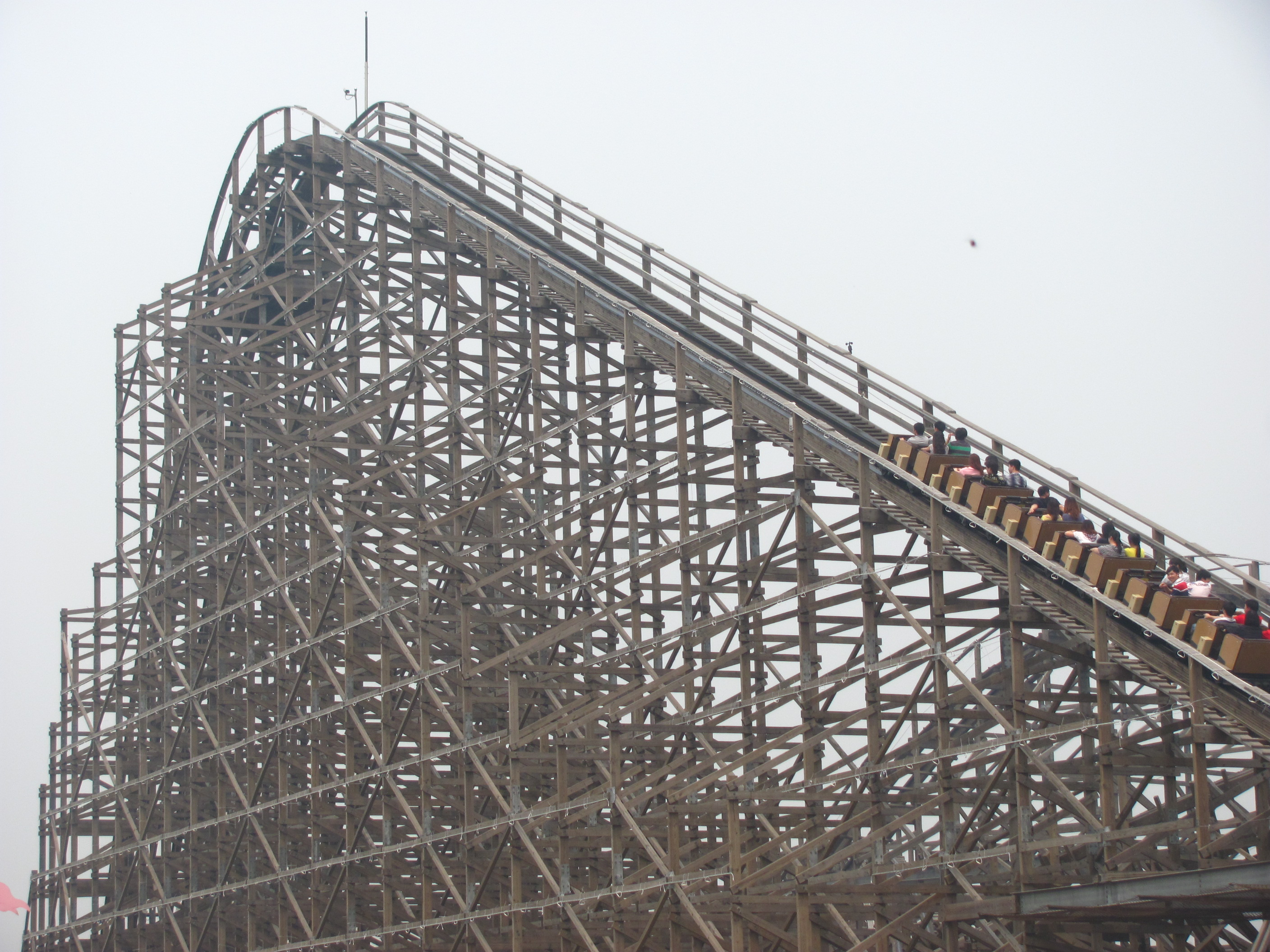
上海欢乐谷为本剧取景地之一

四人如约在欢乐谷相见，靳津津不小心和蓝芮撞衫，二人互不相让，单是过山车就坐了好几次，谁都不肯认输。而在另一边的旋转木马上，安文宇也看出了林暄对靳津津的心意，不过林暄却说安文宇和靳津津都是自己最喜欢的人，所以自己并不想伤害他们。从欢乐谷出来，四人一起去吃饭，靳津津和蓝芮依然互不相让，争抢着给安文宇夹菜，搞得酱汁都混在了一起。靳津津提出要为安文宇重做一份，蓝芮表示有话要对安文宇说，林暄见状借口离开。蓝芮故意引诱安文宇说出会被靳津津误解的话，还当着靳津津的面和安文宇抱在一起。此时的靳津津一下子失去了控制，拿起东西起身离开。安文宇试图追回，却被蓝芮拉住。安文宇明确告诉蓝芮，自己只是将蓝芮当作最好的朋友和最亲的妹妹，但却丝毫没有男女之情。第二天，安文宇准备向靳津津解释和蓝芮拥抱的事，靳津津对此置之不理，并提出要和安文宇回到单纯的契约关系。安文宇读懂靳津津的心事后，便在古奇（谢帅 饰）等人的策划下当众向靳津津表白，二人成功和好。李菲林还将安文宇表白的视频发布在了网上，看到视频的蓝芮暴食症再次复发。蓝祁山随后通知蓝芮亚洲盛典复赛的事，蓝芮仍然能够以组织者的身份出席。安文宇一行去到蓝氏，由蓝芮宣布亚洲盛典复赛的题目。见到安文宇后的蓝芮心态崩溃，独自一人去到餐厅暴食。复赛当天，靳津津拉住正在看火的安文宇外出拍照。蓝芮从窗户中看见二人甜蜜相处的画面后，忍不住拿起面前的食物塞进嘴里，试图再次通过暴食麻痹自己。安文宇准备回去关火，蓝芮听到声音后匆忙离开。安文宇在看到桌上一片凌乱的食物后，一路追到卫生间，发现了躲在墙角的蓝芮，并连忙将其送往医院。养老院领头的李奶奶（陈玛雅 饰）带领一众老人查看有味餐厅的菜品，发现食物都是乱糟糟的，想找安文宇却又找不到，从而指责安文宇不配参加比赛，并提出不再参与复赛的评审工作。林暄及时赶到，帮助有味餐厅的人解围，李奶奶取消了退赛的决定。蓝祁山到医院看望蓝芮，在得知蓝芮感情受挫后决定改变计划，联合艾利克斯扳倒安文宇。
复赛重新举行，正当小朋友们和老人们准备为菜品评分之际，艾利克斯赶到现场，当众曝光安文宇失去味觉的秘密。安文宇承认自己失去味觉，组委会也被迫暂时中止比赛，并且向安文宇提出索赔600万元人民币。面对一系列突如其来的打击，安文宇从此一蹶不振。主厨的缺席让有味餐厅忙得不可开交，靳津津对安文宇的自暴自弃进行了一番指责。安文宇决定重整旗鼓，并研发出新菜品让大家品尝，有味餐厅恢复往日的气氛。安文宇和靳津津联系律师一同去到组委会协商解决事宜，结果组委会派出的却是艾利克斯。双方协商未果，律师只能建议安文宇将餐厅抵押。靳津津在准备外出帮安文宇开车时见到蓝芮，蓝芮向靳津津承诺若靳津津答应离开安文宇，自己会出面帮助安文宇解决困境，还会帮助安文宇将失去味觉的症状彻底治愈，让「安家十二味」发扬光大，并让靳津津考虑后再作出决定。在与银行方面进行接触并了解风险后，安文宇决定将餐厅抵押。为了保住餐厅以及安文宇振兴「安家十二味」的梦想，靳津津不得不同意蓝芮的要求，并约见蓝芮答应离开安文宇。蓝芮自觉目的已达成，便准备帮助安文宇化解此次危机。最终，组委会决定撤诉，蓝氏也追加了赞助，餐厅得以保全。靳津津提议有味餐厅全员出游，安文宇同意了靳津津的提议。靳津津还叫上林暄和蓝芮与大家一同前往，实则是为了借出游之名与这里的一切好好地告别。晚餐时分，靳津津为每个人送上了一份礼物，唯独没有给安文宇准备礼物。大家回到房间休息后，靳津津将安文宇约至院内见面，表示此次出游便是自己送给安文宇的礼物，而安文宇也拿出靳津津的日记本作为回礼，安文宇表示自己已事先将日记本上靳津津亲手绘制的「安家十二味」菜谱补全，靳津津最后一次向安文宇坦露心声。第二天，靳津津不告而别，并向蓝芮表示自己的离开并不是为了将安文宇让给蓝芮，而是当下的自己无法给予安文宇帮助，安文宇喜欢谁需要由安文宇自行决定，任何人都无权干涉，靳津津同时承诺会遵守约定永远不再回来。安文宇发现靳津津留在床上的告别信，靳津津在信中表示自己的目的已达成，并宣告契约结束。靳津津的突然失踪让众人心急如焚，安文宇在调查到靳津津老家的地址后，决定追回靳津津，而此时的靳津津却因为航班延误而暂时回到老家。面对安文宇的突然造访，靳津津无奈搬出母亲许大丽，并让许大丽用狠话将安文宇赶走，许大丽的一番话让安文宇误以为自己受到欺骗，并深受打击。而在另一边，林暄也从出行记录入手，开始调查靳津津的行程。安文宇回到家中，蓝芮默默地紧随其后。安文宇走进靳津津的房间，回想起与靳津津在一起的点点滴滴，生气地将房间内的镜子打碎，不小心将手腕划伤。蓝芮见状将安文宇送往医院进行包扎，回家后又对安文宇悉心照料。林暄在调查的过程中想起临走前保洁员对大家说过的话，以及当时蓝芮的异常反应，便向蓝芮询问靳津津的失踪是否与蓝芮有关，却遭到蓝芮的矢口否认。林暄决定辞去蓝氏集团总经理的职务，独自一人出发寻找靳津津。在得知靳津津的航班起飞时间后，林暄火速赶往机场，最终还是与靳津津擦肩而过。有味餐厅内，安文宇准备将所有与靳津津有关的物品全部扔出餐厅，其他人试图阻止，安文宇却态度坚决，并表示从此以后靳津津与有味餐厅再无任何关联，还警告大家以后不要再提及靳津津的名字。蓝芮希望加入有味餐厅，却被安文宇拒绝。有味餐厅贴出招工启事，蓝芮自作主张留在餐厅帮忙，气势丝毫不输当年，同时展现出强大的控场能力，并帮助餐厅减轻了大量负担。营业结束后，蓝芮询问大家以自己的实力是否可以留在餐厅。由于念及与靳津津的闺蜜情，李菲林表示反对，并单独约谈了安文宇，当机立断地指出蓝芮图谋不轨的事实。安文宇态度依然坚决，并警告李菲林不要再提及靳津津的名字。蓝芮回到家中，父亲蓝祁山对蓝芮辞去组委会一切职务并放下公司事务的行为表示不满。蓝芮点明父亲的意图，并希望父亲能够多给自己一些时间。此时的靳津津，早已去到台北的一家面馆打工。林暄从巴黎一路追到台北，都未能见到靳津津的身影。

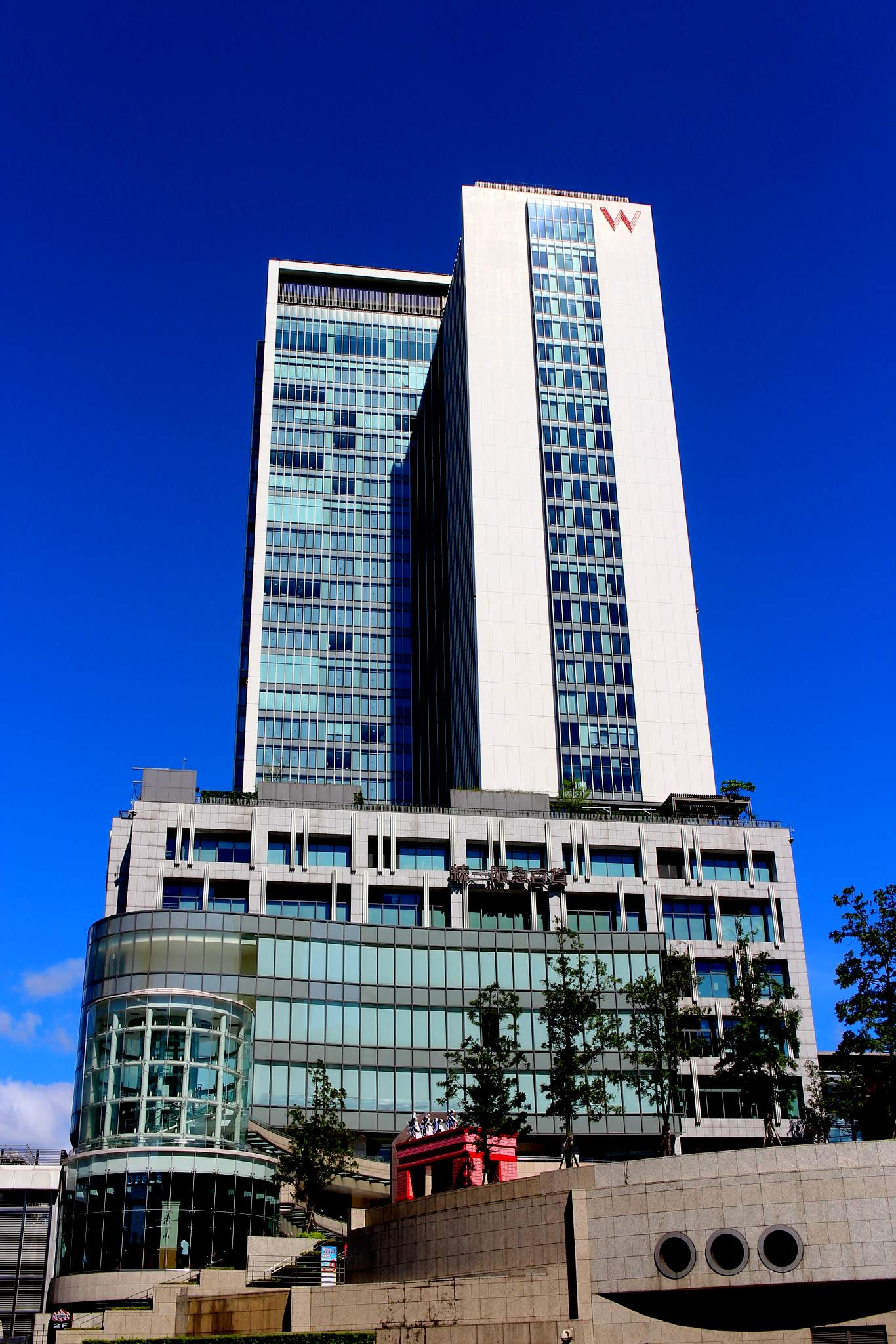
剧中亚洲盛典台北赛区参赛选手入住的台北W饭店

林暄和靳津津终于在台北相见。林暄包下整个面馆，靳津津为林暄制作了牛肉面，却被碰巧经过的陆一刀端走。陆一刀对靳津津的牛肉面给出了满分评价，并正式邀请靳津津拜自己为师。而林暄也决定重新开始新的生活，在台北参加了心理咨询师培训班，却意外发现培训班的老师竟是之前在蓝氏担任自己秘书的郭小柔（郭泱 饰）。夜晚，靳津津独自翻看着自己的日记本，不由自主地回想起当初安文宇教自己「安家十二味」时的场景，而安文宇也在翻看着二人在一起时的视频。尽管两人天各一方，但内心却依然牵挂着彼此。三年后，安文宇到台北参加新一届亚洲盛典，陆一刀在自家餐厅设宴欢迎参赛选手，而壹刀餐厅也将参加此次亚洲盛典。在观察及品尝过欢迎宴上的「虾仁豆腐羹」，并向陆一刀确认后，安文宇确定靳津津就在壹刀餐厅工作。安文宇试图去到后厨寻找靳津津，却被后厨的人赶了出来，而蓝芮也自作主张赶到台北给安文宇当助手。林暄终于取得二级心理咨询医师执照，安文宇从朋友圈看到林暄也在台北后，便约见林暄询问靳津津的下落，林暄表示自己并不知情，随后接到电话便离开。安文宇一路追随，看到林暄与郭小柔在一起的画面后，失落离去。靳津津和郭小柔一起为林暄庆祝取得执照，其间陆一刀给靳津津打电话要求靳津津即刻回到餐厅，靳津津无奈先行离开。陆一刀让靳津津代替自己参加此次亚洲盛典的初赛，尽管靳津津内心极不情愿，但面对「妻管严」的陆一刀，靳津津也不得不同意陆一刀的请求。第二天，安文宇和靳津津在赛场上相见。二人眼神相对，一幕幕往事涌上心头，并用菜品互寄相思。最终，安文宇和靳津津顺利晋级。比赛结束后，安文宇上前询问靳津津当年不告而别的理由，却被一旁的蓝芮拉住。失落的靳津津回到家中，独自一人做起了「安家十二味」中的「沙田清芬涩还甘」。随后赶到的林暄上前制止，并询问靳津津当年不告而别的理由，却被靳津津推开。安文宇到壹刀餐厅故意刁难靳津津，并成功将靳津津引出。安文宇还现场展示了「白椒牛排莳萝香」的处理方法，并指责靳津津三年仍未学会「安家十二味」，靳津津依然沉默不语。此时，陆一刀突然出现，并提醒靳津津有些话需要当面讲明。安文宇依然没有得到满意的答复，却意外发现靳津津在院内种下的辣椒，便察觉到靳津津依然没有放下自己。靳津津生气地将辣椒扔在地上，并告诉安文宇自己到台湾是为了一个能让奉献不顾一切的人，安文宇无奈失落离去。而安文宇却并未放弃对这一理由的执念，此后接连去到壹刀餐厅，都未能见到靳津津。蓝芮眼看自己多年的努力即将付诸东流，便准备拉拢林暄帮自己圆场。安文宇准备再次出发寻找靳津津，而此时蓝芮却说靳津津已经和林暄在一起，并将林暄家的地址给了安文宇。半信半疑的安文宇去到林暄家，不出意外地看到蓝芮希望自己看到的画面，安文宇生气地离开。林暄通过此事彻底看出靳津津的心意，并鼓励靳津津追回安文宇。借酒消愁的安文宇回到酒店，却误将蓝芮当作靳津津，从而与蓝芮接吻。这一幕被一路追到酒店的靳津津看到，靳津津无奈失落离去。复赛如期举行，安文宇和靳津津双双晋级八强，并在接下来的比赛中正面交锋。上半场，靳津津暂时领先，而下半场试味并复原对方菜品的题目却让安文宇为难。中场休息期间，身为对手的靳津津仍默默心系安文宇的比赛进展。蓝芮到组委会抗议比赛规则，却被组委会驳回。下半场比赛开始，正当安文宇和蓝芮一筹莫展，并准备宣布退赛之际，比赛现场意外停电，靳津津在一片混乱中亲吻安文宇，帮助安文宇在关键时刻恢复味觉，并通过故意放水的方式帮助安文宇赢得比赛。比赛结束后，蓝祁山为安文宇和蓝芮举行庆功宴，安文宇为查明靳津津帮助自己赢得比赛的真相，便借口推辞。庆功宴上，蓝祁山为尽快实现蓝氏的上市目标，便催促蓝芮与安文宇在决赛结束之前尽快举办婚礼。庆功宴结束后，蓝芮便决定为安文宇制造一个惊喜。
蓝芮准备借生日宴之名为自己举行订婚仪式，并带上安文宇到服装店试礼服，其间还电话确认了请帖相关事宜，并吩咐工作人员务必确保让靳津津收到请帖。随后，靳津津和林暄分别收到请帖。壹刀餐厅内，靳津津向陆一刀说明自己比赛期间故意放水的原因，以及自己与安文宇之间的味觉联系，陆一刀鼓励靳津津追回安文宇并向其当面讲明，靳津津最终决定参加此次生日宴。生日宴开始前，安文宇和靳津津在现场相见，安文宇向靳津津询问心中的所有未解之谜。正当靳津津准备向安文宇解释之际，蓝芮抵达现场，靳津津欲言又止。蓝芮在现场向安文宇求婚，而面对靳津津的安文宇却始终犹豫不决，蓝祁山不得不出面解围，并宣布此次生日宴便是安文宇和蓝芮的订婚仪式。安文宇准备向蓝祁山解释，而此时的蓝芮却顺势拥抱安文宇，深受打击的靳津津转身离开。林暄试图追回靳津津，而此时的蓝芮也在试图安抚安文宇。一切准备就绪后，蓝芮向父亲示意订婚仪式正式开始，不料林暄却突然回到现场，并将安文宇带到天台。二人发生争执后，林暄将三年前蓝芮赶走靳津津的事实告诉安文宇。安文宇回到现场，并询问蓝芮当年靳津津的不告而别是否与自己有关。蓝芮虽未正面回答，但安文宇却已从蓝芮慌乱的眼神中得到答案，并决定追回靳津津，深受打击的蓝芮随后将订婚蛋糕推倒。最终，安文宇和靳津津之间的误会解除，二人成功復合，而经历了一系列事情的林暄也决定向一直默默守护自己的郭小柔表白。安文宇为靳津津精心准备了一场约会之旅，蓝芮在靳津津出发前再次约见靳津津，并让靳津津离开安文宇，而此时的靳津津却早已不像三年前那般软弱，拒绝了蓝芮的要求。约会正式开始，尽管中途被各种突发状况打乱计划，但靳津津依然感觉内心愉快。约会结束后，靳津津与陆一刀和壹刀餐厅的员工告别，并与安文宇一同离开台北。求婚失败的蓝芮暴食症再次复发，蓝芮在餐厅暴食的画面还被网友拍到并发布在了网上。蓝氏集团董事会决定提前召开会议，得知蓝芮暴食的视频已在网上传开的蓝祁山随即吩咐手下进行公关。
靳津津回到安文宇家中，第二天又回到有味餐厅，却被有味餐厅的其他人当作顾客，想找安文宇却又找不到。正当靳津津充满失落之际，靳津津意外收到安文宇和有味餐厅的其他人为自己秘密举行的欢迎仪式。蓝芮的暴食症升级为厌食症，父亲蓝祁山到医院看望，并希望蓝芮能按时出席董事会会议，以打消其他董事的疑虑，蓝芮依然情绪失落。董事会会议如期举行，蓝芮患有暴食症的负面新闻在会上被曝光，其他董事向蓝祁山施压撤资，蓝祁山则向其他董事承诺再给自己一点时间。安文宇和靳津津无意中得知蓝芮暴食症复发的消息，靳津津煮好了粥，并让安文宇到医院看望蓝芮。安文宇赶到医院，看到已连续多天拒绝进食的蓝芮，本想让蓝芮喝下粥再走，却因为蓝祁山的突然造访而不得不先行离开。从医院回到家中，安文宇和靳津津再次尝试复原「石上新生月」的配方。有味餐厅内，大家在讨论着半决赛竞争对手的底细。半决赛如期举行，林暄也借由带郭小柔回家见父母之际与郭小柔一同到现场为安文宇和靳津津加油打气，而对手却是曾担任有味餐厅副厨的李一哲，双方需在90分钟内各自完成代表自己最高水平的三道菜品。前两轮，安文宇和李一哲各自拿出「安家十二味」中的两道菜品，实力不相上下。第三轮，李一哲拿出失传已久的「石上新生月」，给了安文宇一记沉重的打击。随后，李一哲凭借「石上新生月」赢得比赛，并自称是「安家十二味」传人，还当面指责了安文宇三年来的不思进取，这无疑让安文宇雪上加霜。而这一切的背后却是蓝祁山的阴谋，蓝芮求婚失败后，蓝祁山依然没有放弃蓝氏的上市目标，便伪造参赛资格让李一哲在比赛中击败安文宇，从而获得「安家十二味」的经营权。正当安文宇意志消沉，并回到老家准备退出美食界之际，林暄和郭小柔鼓励靳津津去到安文宇身边帮助安文宇度过难关，靳津津随后出发前往，而林暄和郭小柔也决定帮助蓝芮走出迷途。蓝芮在医院得知李一哲赢得比赛的消息后，本想帮助安文宇度过难关，却又想到安文宇和靳津津已经在一起的事实，不得不打消这一念头，并再次通过暴食麻痹自己。林暄和郭小柔赶到医院，伪装成送餐员的林暄用做沙拉的过程试图将蓝芮点醒。回到安文宇老家的靳津津面对已经放弃「安家十二味」，却又无法劝回的安文宇，最终决定独自一人出发寻找能够做出「石上新生月」关键的石头。被林暄点醒的蓝芮最终走出迷途，暴食症彻底痊愈，放下对安文宇的执念，到有味餐厅办理交接手续，并决定帮助父亲走出迷途，离开餐厅前还提醒李菲林帮助哥哥李一哲走出迷途。靳津津的坚持不懈最终将安文宇打动，安文宇无意中试出「石上新生月」的正确味道，二人决定再次出发寻找石头，一旁的巡逻员在驱赶钓鱼人时讲述了毛鳞鱼回游产卵的故事，这番话将安文宇彻底点醒，安文宇也因此领悟到「石上新生月」的秘诀，并领悟到父母的爱意、亲情的珍贵和人生的真谛，味觉完全恢复。结束总决赛赛前采访的李一哲收到妹妹李菲林发来的消息，奉劝自己迷途知返。而在另一边，正在办公室描绘蓝氏帝国宏伟蓝图的蓝祁山也被蓝芮打断，蓝芮也奉劝父亲迷途知返，但总决赛依然如期举行，一切都在按照蓝祁山的计划行事。最终，李一哲以0.5分的优势击败巴基斯坦国际饭店主厨并夺冠。正当主持人宣布比赛结果之际，安文宇带领有味餐厅全体员工冲进比赛现场，安文宇当众指出李一哲制作的并非真正的「安家十二味」。组委会决定加赛一轮，以决出真正的「安家十二味」传人。最终，安文宇凭借亲情和爱成功为「安家十二味」正名，评审团同时宣布暂停此次比赛，蓝祁山的阴谋败露，蓝氏集团因长期亏损经营造成的严重资不抵债而宣告破产，而蓝祁山也因涉嫌抽逃资金、隐匿财产逃避债务及操纵亚洲盛典比赛规则、影响比赛秩序而面临调查，蓝芮用母亲的临终遗言将父亲彻底点醒。有味餐厅全体员工在安文宇家组织聚会，陆一刀、林暄、郭小柔和许大丽也参加此次聚会。李菲林将哥哥带回聚会现场，安文宇、李一哲冰释前嫌。蓝芮去到安文宇家门口，并给靳津津打电话告别，随后便带上父亲到国外重新开始新的生活，而蓝祁山也在蓝芮的劝说下主动交代了事情的原委，并获得宽大处理。安文宇拿出许大丽给自己的靳津津童年时期的照片与靳津津分享，却意外发现自己与靳津津在童年时有过一面之缘，而靳津津失散已久的父亲靳学成（包小松 饰）最终也出现在聚会现场。

## 演员列表

### 主要演员
| 演员                  | 角色   | 介绍 |
| 陆毅 童年：荣梓杉     | 安文宇 | 有味餐厅主厨，「安家十二味」传人。自幼被誉为味觉天才，由于与父母赌气后出走而意外失去味觉，从而遭遇致命打击。靠着对父母的歉疚，决定隐瞒失去味觉的秘密，继续留在美食界，以便于找到「安家十二味」的完整配方，并捍卫家族荣誉。直到与靳津津的意外相遇，才重新开启自己的味觉开关，并逐渐开始喜欢上靳津津。失去味觉的秘密被艾利克斯曝光后，自己的最后一根稻草也被击垮，但在受到靳津津的一番指责后很快便重新振作，继续投身到事业中。在比赛中被李一哲击败后本打算回到老家并退出美食界，后被靳津津的坚持不懈打动，最终领悟到「石上新生月」的秘诀，也领悟到父母的爱意、亲情的珍贵和人生的真谛，味觉完全恢复，并在亚洲盛典上成功为「安家十二味」正名。 |
| 郭采洁 童年：申屠韩茜 | 靳津津 | 性情料理师，自幼受到父亲影响心怀厨师梦想，并对「安家十二味」心存执念，却是黑暗料理界的一股泥石流。不久后凭借自己的虔诚正式拜安文宇为师，并因为味觉一事与安文宇签订互助契约，正式开始与安文宇的同居生活，也逐渐开始喜欢上安文宇。安文宇失去味觉的秘密被艾利克斯曝光后，为了保住餐厅以及安文宇振兴「安家十二味」的梦想，不得不同意情敌蓝芮的要求，被迫离开安文宇，并去到台湾打工。不久后转投陆一刀门下，并成为壹刀餐厅副厨，三年后与到台湾参加亚洲盛典的安文宇在赛场上重逢，并在误会解除后与安文宇復合，后凭借自己的坚持不懈帮助安文宇找到「安家十二味」的完整配方，也让一度准备放弃的安文宇重拾信心，最终成功与安文宇携手为「安家十二味」正名。 |
| 炎亚纶                | 林暄   | 安文宇青梅竹马的好友，是一个外表玩世不恭，内心却充满侠义心肠的富二代。爱好占卜，梦想成为一名心理咨询师，却又被迫继承家业。被父亲委派到蓝氏集团挂职总经理，一方面是希望自己帮助父亲看守股份，另一方面则是为了监视蓝祁山的动向，却被蓝氏的人处处算计。在大排档时便已先于安文宇对靳津津一见钟情，却碍于兄弟情面不得不选择默默守护。后在靳津津的影响下逐渐找回初心，并在靳津津离开安文宇后不久决定辞去蓝氏集团总经理的职务，独自一人出发寻找靳津津。不久后在台湾与靳津津重逢，并被靳津津一语点醒，下定决心重新追求最初的梦想。最终顺利取得二级心理咨询医师执照，并在台湾定居。安文宇到台湾参加亚洲盛典期间曾帮助安文宇与靳津津復合，并在此后选择向一直默默守护自己的郭小柔表白，最终与郭小柔走到一起。 |
| 艾晓琪 童年：丁可怡   | 蓝芮   | 安文宇青梅竹马的好友，是一个患有暴食症的完美公主。由于母亲的早逝，以及父亲常年在事业上的专注，身边缺乏亲情的陪伴。童年时期身材肥胖，经常被同学排挤，惟有安文宇愿意主动与自己成为朋友，并主动赶走排挤自己的同学，缺少的亲情久而久之便慢慢被安文宇弥补，并因此对安文宇产生执念，自以为陪伴久而久之就会变为爱情。直到安家出事前都依然陪伴在安文宇身边，时任有味餐厅副厨，并且是与安文宇配合最为默契的搭档。面对安家出事对安文宇的打击以及父亲对自己出国深造的希望而左右为难，后被安文宇用狠话逼走，并成为一名美食评论家。三年后借由担任亚洲盛典评委之际回国，并出任蓝氏集团首席品牌官，同时也在寻求机会与安文宇復合。亚洲盛典初赛时面对突发状况决定辞去评委职务下场给安文宇当助手，并帮助安文宇赢得比赛。在得知安文宇被靳津津抢走后试图不惜一切代价夺回挚爱。复赛时被组委会通知自己仍然能够以组织者的身份出席，在见到与靳津津相恋的安文宇后情绪失控，暴食症再次复发。在父亲为自己铺路后成功将靳津津赶走，并帮助安文宇度过难关。不久后辞去组委会一切职务，放下公司事务并回到安文宇身边。求婚失败后暴食症再次复发，后转化为厌食症。后在林暄的帮助下走出迷途，放下对安文宇的执念，并决定帮助父亲走出迷途，最终与父亲一同到国外生活。 |

### 有味餐厅
| 演员     | 角色   | 介绍 |
| 李莎旻子 | 李菲林 | 有味餐厅甜品师，李一哲的妹妹。性格直白，爱好自拍与直播，梦想开一家自己的甜品店。崇拜安文宇，经常帮助靳津津如何追求安文宇出谋划策，但却对身边真正喜欢自己的古奇无动于衷，后逐渐开始接受古奇，最终与古奇走到一起。 |
| 贺彬     | 李一哲 | 有味餐厅原副厨，李菲林的哥哥。自蓝芮出国后接任副厨一职，由于在副手选拔赛中不敌靳津津而心有不甘，便开始设计陷害靳津津，事情败露后与安文宇关系破裂，最终从餐厅离职，后潜心探寻，先于安文宇找到所谓的「安家十二味」的完整配方，并被蓝祁山利用，在比赛中击败安文宇，顺利帮助蓝祁山获得「安家十二味」的经营权。蓝氏集团宣告破产后在妹妹李菲林的鼓励下最终与安文宇冰释前嫌。 |
| 谢帅     | 古奇   | 有味餐厅大堂经理，单恋李菲林，最终与李菲林走到一起。 |
| 许沁     | 琪琪   | 有味餐厅厨工，喜欢但丁。 |
| 张庆庆   | 安宁   | 有味餐厅厨工。 |
| 李世豪   | 但丁   | 有味餐厅厨工，喜欢琪琪。 |

### 蓝氏集团
| 演员   | 角色   | 介绍 | 备注     |
| 闵政   | 蓝祁山 | 蓝氏集团董事长，蓝芮的父亲。由于早年间妻子的病逝而心生歉疚，便立下誓言此生一定要赚到足够多的钱，不惜一切代价实现蓝氏的上市目标。原本反对蓝芮与安文宇交往，但在得知「安家十二味」的巨大商业价值后突然转变态度，以便于让蓝氏获得「安家十二味」的经营权，最终实现二者的资源绑定。在得知蓝芮感情受挫后联合艾利克斯扳倒安文宇，在蓝芮将靳津津赶走后默许蓝芮留在安文宇身边，安文宇和蓝芮在台湾赢得比赛后催促二人尽快举办婚礼，蓝芮求婚失败后伪造参赛资格利用李一哲在比赛中击败安文宇，从而顺利拿到「安家十二味」的经营权。最终阴谋败露并面临调查，蓝氏集团也宣告破产，后被蓝芮用母亲的临终遗言点醒，主动交代了事情的原委，并获得宽大处理，与蓝芮一同到国外生活。 |          |
| 薛宇槟 | 小陈   | 蓝氏集团经理。 |          |
| 郭泱   | 郭小柔 | 蓝氏集团办公室文员。原籍台湾，大学时学习心理咨询专业，因背景干净而被林暄选为秘书。曾与林暄结成「军师同盟」，并帮助林暄成功破解蓝氏的栽赃陷害，也在这一过程中开始暗恋林暄。后因不堪同事议论而辞去秘书职务，不久后从蓝氏离职，并回到台湾教授心理咨询课程。在林暄去到台湾后与林暄重逢，后在林暄的介绍下与转投陆一刀门下的靳津津成为闺蜜，最终与林暄走到一起。 |          |
| 孔令美 | 霞姐   | 蓝氏集团办公室文员。 | 友情出演 |
| 赵崔玮 | 杨思琦 | 蓝氏集团办公室文员，郭小柔辞职后接任林暄秘书。 |          |
| 冯艺璇 | 凯乐   | 蓝氏集团办公室文员。 |          |

### 安家
| 演员   | 角色 | 介绍                                     |
| 王伟华 | 安父 | 安文宇的父亲，「安家十二味」创始人。     |
| 荣蓉   | 安母 | 安文宇的母亲，「安家十二味」联合创始人。 |

### 靳家
| 演员   | 角色   | 介绍 | 备注     |
| 包小松 | 靳学成 | 靳津津的父亲。 | 友情出演 |
| 熊晓雯 | 许大丽 | 靳津津的母亲，以在市场卖鱼为生。自私自利，总是强迫别人事事都按照自己的意愿去做，直接导致靳学成的离家出走，并因此反对靳津津学厨。 |          |

### 亚洲盛典相关
| 演员   | 角色     | 介绍 | 备注     |
| 赵梓冲 | 艾利克斯 | 美食评论家，有「拆店专家」之称，在亚洲盛典上海赛区的比赛中担任评委。与多位主厨私交甚好，但却与安文宇关系一般，处处与安文宇作对，在抓住安文宇的把柄后联合蓝祁山扳倒安文宇。 |          |
| 牟紫   | 内地主持 | 亚洲盛典上海赛区主持人。 |          |
| 李梓溪 | 台湾主持 | 亚洲盛典台北赛区主持人。 |          |
| 李俊苇 | 韩文科   | 亚洲盛典评委。 | 友情出演 |
| 马丁   | 顾晨     | 亚洲盛典评委。 |          |
| 蒋颐   | 陈博强   | 亚洲盛典上海赛区参赛选手。 |          |
| 陆凯   | 李润     | 亚洲盛典上海赛区参赛选手。 |          |
| 徐玉兰 | 张媛     | 乐伦养老院院长。 |          |
| 陈玛雅 | 李奶奶   | 在乐伦养老院居住的老人代表，亚洲盛典上海赛区复赛中参与评审工作。 |          |

### 壹刀餐厅
| 演员   | 角色   | 介绍                                                         | 备注     |
| 李虹辰 | 陆一刀 | 壹刀餐厅主厨，靳津津去到台湾后的新任师父，擅长制作中式料理。 |          |
| 狄志杰 | 费明   | 壹刀餐厅原副厨，在靳津津接任副厨后成为其助手。               | 友情出演 |
| 钟欣凌 | 卢珊   | 费明的助手。                                                 | 友情出演 |
| 惠青文 | 谈沫   | 壹刀餐厅服务员。                                             |          |

### 其他演员
| 演员   | 角色     | 介绍                                       | 备注     |
| 林美秀 | 紀潔     | 靳津津在台湾打工时的面馆经理。             | 友情出演 |
| 郭秋成 | 林戌     | 林氏集团董事长，林暄的父亲。               |          |
| 庄则熙 | 小黄尚   | 曾在有味餐厅举办生日宴的小顾客。           |          |
| 马秋子 | 韩倩     | 小黄尚的母亲。                             |          |
| 王斌   | 黄玄龄   | 小黄尚的父亲。                             |          |
| 孙语涵 | 脏辫女孩 | 代替陆一刀向有味餐厅下发英雄帖的年轻女孩。 |          |
| 沈梦琪 | 同事     |                                            |          |
| 余洋   | 陈经理   |                                            |          |
| 张育词 | 迎宾员   |                                            |          |

## 主创团队
- 出品人：龚宇、万荣、孙怀庆、何小庭
- 联合出品人：徐子泉、白成浩、王芳、王新楣、梁均、陈苒凌、李行健、折龙龙
- 总监制：王晓晖、何小庭、杨蓓、黄京
- 总策划：陈潇、王娜、杨梅
- 总编审：王兆楠
- 总制片人：杨蓓、何小庭
- 制片人：闫征、白成浩、杨梅、曹蕾
- 执行制片人：王宇、张济之、冯蕴婷、郭臻钰、崔铁龙
- 策划：赵晶
- 制作经理：陈洁、莫婷飞、朱颜
- 发行经理：程晓歌
- 项目统筹：王娜、蒋慧敏、余洋、许晓楠
- 宣传统筹：程晓歌、刘宛妮
- 文学编审：汪析、陈洁、莫婷飞
- 剪辑指导：邹今慧
- 摄影指导：陈世峄
- 音乐：严艺丹
- 编剧：祝明
- 联合编剧：徐晓梅、邹伟倩、费诗韵
- 服化造型指导：刘兴华
- 执行导演：惠青文
- 导演：陈铭章、吴强

## 音乐原声
| OST      | OST                | OST          | OST      | OST         | OST      | OST            | OST   |
| 曲序     | 曲目               |              | 作曲     | 编曲        | 製作人   |                | 时长  |
| -------- | ------------------ | ------------ | -------- | ----------- | -------- | -------------- | ----- |
| 1.       | 小情歌儿（插曲）   | 孙艺、严艺丹 | 杨炅翰   | Kenn C      |          | 严艺丹、炎亚纶 | 4:05  |
| 2.       | 快乐是刀（片尾曲） |              |          | Terence Teo |          | 严艺丹         | 3:51  |
| 3.       | 亲爱的味道（插曲） |              |          | 甘虎        |          | 严艺丹         | 3:53  |
| 4.       | 饿趣味（片头曲）   |              |          | 纪元        | 纪元     | 颜·乐队        | 3:21  |
| 5.       | 小情歌儿（伴奏）   |              |          |             |          |                | 4:05  |
| 6.       | 快乐是刀（伴奏）   |              |          |             |          |                | 3:51  |
| 总时长： | 总时长：           | 总时长：     | 总时长： | 总时长：    | 总时长： | 总时长：       | 23:06 |

| 专辑中未收录 | 专辑中未收录 | 专辑中未收录 | 专辑中未收录 | 专辑中未收录 |
| 曲序         | 曲目         | 编曲         |              | 时长         |
| ------------ | ------------ | ------------ | ------------ | ------------ |
| 1.           | 味（插曲）   | 薛峰         | 严艺丹       | 2:34         |

## 收視率
| 中国大陆 江苏卫视 首播收视率 |                |        |          |        |           |           |           |           |           |           |                                                                                     |
| 集數                         | 播出日期       | CSM59  | CSM59    | CSM59  | CSM全国网 | CSM全国网 | CSM全国网 | CSM16省网 | CSM16省网 | CSM16省网 | 備註                                                                                |
| 集數                         | 播出日期       | 收視率 | 收視份額 | 排名   | 收視率    | 收視份額  | 排名      | 收視率    | 收視份額  | 排名      | 備註                                                                                |
| 不適用                       | 2019年9月9日   | 不適用 | 不適用   | 不適用 | 不適用    | 不適用    | 不適用    | 不適用    | 不適用    | 不適用    | 湖南《你是我的答案》開播                                                            |
| 1-2                          | 2019年9月10日  | 0.382  | 2.874    | 10     | 0.2       | 2.02      | 13        | 0.226     | 2.209     | 9         |                                                                                     |
| 3-4                          | 2019年9月11日  | 0.443  | 4.009    | 11     | 0.17      | 2.15      | 15        | 0.178     | 2.159     | 12        |                                                                                     |
| 5-6                          | 2019年9月12日  | 0.756  | 5.703    | 6      | 0.28      | 2.68      | 9         | 0.302     | 2.903     | 6         | 全國網城域收視0.38，份額3.27                                                        |
| 不適用                       | 2019年9月13日  | 不適用 | 不適用   | 不適用 | 不適用    | 不適用    | 不適用    | 不適用    | 不適用    | 不適用    | CCTV-8《最美的安排》完結                                                            |
| 不適用                       | 2019年9月14日  | 不適用 | 不適用   | 不適用 | 不適用    | 不適用    | 不適用    | 不適用    | 不適用    | 不適用    | CCTV-8《我和我的兒女們》開播                                                        |
| 7-8                          | 2019年9月17日  | 0.363  | 2.792    | 12     | 0.14      | 1.45      | 19        | 0.139     | 1.379     | 14        |                                                                                     |
| 9-10                         | 2019年9月18日  | 0.305  | 2.856    | 13     | 0.14      | 1.85      | 20        | 0.127     | 1.632     | 14        |                                                                                     |
| 11-12                        | 2019年9月19日  | 0.37   | 3.251    | 11     | 0.19      | 2.23      | 15        | —         | —         | —         |                                                                                     |
| 13-14                        | 2019年9月24日  | 0.343  | 2.954    | 12     | 0.16      | 1.88      | 16        | 0.182     | 2.118     | 11        |                                                                                     |
| 不適用                       | 2019年9月25日  | 不適用 | 不適用   | 不適用 | 不適用    | 不適用    | 不適用    | 不適用    | 不適用    | 不適用    | CCTV-8《我和我的兒女們》完結                                                        |
| 15-16                        | 2019年9月26日  | 0.297  | 2.716    | 14     | 0.19      | 2.34      | 11        | 0.262     | 3.133     | 7         | CCTV-8《國家孩子》開播，劇場改為播至21:10結束                                       |
| 17-18                        | 2019年10月2日  | 0.237  | 2.203    | 13     | 0.12      | 1.46      | 19        | 0.109     | 1.443     | 15        |                                                                                     |
| 19-20                        | 2019年10月3日  | 0.302  | 2.229    | 13     | 0.17      | 1.55      | 16        | 0.153     | 1.363     | 15        |                                                                                     |
| 21                           | 2019年10月8日  | 0.359  | 2.213    | 13     | 0.19      | 1.59      | 15        | 0.273     | 2.074     | 9         |                                                                                     |
| 22                           | 2019年10月9日  | 0.305  | 1.862    | 15     | 0.12      | 1.05      | 20        | 0.127     | 1.019     | 16        |                                                                                     |
| 23                           | 2019年10月10日 | 0.304  | 1.918    | 13     | 0.16      | 1.39      | 16        | 0.181     | 1.461     | 12        |                                                                                     |
| 不適用                       | 2019年10月15日 | 不適用 | 不適用   | 不適用 | 不適用    | 不適用    | 不適用    | 不適用    | 不適用    | 不適用    | CCTV-8《國家孩子》完結                                                              |
| 24-25                        | 2019年10月16日 | 0.257  | 2.077    | 14     | 0.1       | 1.13      | 24        | —         | —         | —         | 自本日起播出时间变更为每週三、四21:55 CCTV-8《一馬三司令》開播，劇場恢復至22:20結束 |
| 26-27                        | 2019年10月17日 | 0.290  | 2.562    | 13     | 0.12      | 1.4       | 21        | —         | —         | —         |                                                                                     |
| 不適用                       | 2019年10月21日 | 不適用 | 不適用   | 不適用 | 不適用    | 不適用    | 不適用    | 不適用    | 不適用    | 不適用    | 浙江週播劇場恢復，《我的機器人男友》開播                                            |
| 不適用                       | 2019年10月22日 | 不適用 | 不適用   | 不適用 | 不適用    | 不適用    | 不適用    | 不適用    | 不適用    | 不適用    | 湖南《你是我的答案》完結                                                            |
| 28-29                        | 2019年10月23日 | 0.290  | 2.158    | 15     | 0.12      | 1.23      | 23        | 0.172     | 1.763     | 10        | 湖南《初戀那件小事》開播                                                            |
| 30-31                        | 2019年10月24日 | 0.328  | 2.638    | 15     | 0.17      | 1.86      | 17        | 0.171     | 1.822     | 16        | CCTV-8《一馬三司令》完結，《激情的岁月》1.5輪同日開播                               |
| 32-33                        | 2019年10月30日 | 0.253  | 2.015    | 15     | 0.13      | 1.51      | 22        | 0.141     | 1.533     | 15        |                                                                                     |
| 34-35                        | 2019年10月31日 | 0.263  | 2.714    | 13     | 0.13      | 1.87      | 21        | 0.12      | 1.763     | 16        |                                                                                     |
| 不適用                       | 2019年11月5日  | 不適用 | 不適用   | 不適用 | 不適用    | 不適用    | 不適用    | 不適用    | 不適用    | 不適用    | CCTV-8《激情的岁月》1.5輪完結                                                       |
| 36-37                        | 2019年11月6日  | 0.307  | 3.050    | 16     | 0.11      | 1.64      | 23        | 0.148     | 2.194     | 17        | CCTV-8《掩不住的陽光》開播                                                          |
| 38-39                        | 2019年11月7日  | 0.325  | 3.019    | 13     | 0.13      | 1.75      | 20        | 0.154     | 2.012     | 13        |                                                                                     |
| 平均收視                     | 平均收視       |        |          | 不適用 |           |           | 不適用    |           |           | 不適用    |                                                                                     |

1. 同时段或交叉时段主要节目：
  - CCTV-8：《最美的安排》／《我和我的兒女們》／《一馬三司令》／《激情的岁月》／《掩不住的陽光》
  - 湖南卫视：《你是我的答案》／《初戀那件小事》
  - 浙江卫视：《我的機器人男友》
2. 数据由广视索福瑞提供，调查范围为四岁以上之观众。
3. 以上收视排名包括央视在内，CSM16省网排名不含央视。
4. 收視最低的集數以藍色表示，收視最高的集數以紅色表示。
5. 资料来源：卫视这些事儿、TV未知数、卫视走光了、数据狮。